# Passagem Franca do Piauí
Passagem Franca do Piauí là một đô thị thuộc bang Piauí, Brasil. Đô thị này có diện tích 849,601 km², dân số năm 2007 là 4130 người, mật độ 4,86 người/km².